# Alvalade (Lisboa)
Alvalade es una freguesia portuguesa del municipio de Lisboa. Según el censo de 2021, tiene una población de 33 309 habitantes.

## Historia
La designación de Alvalade parece tener origen en el nombre árabe Al Balade, que significa "lugar habitado y amurallado". 
Aquí tuvo lugar, cerca de 1321, la batalla de Alvalade, entre D. Dionisio y su hijo, el futuro D. Alfonso IV. 
Fue una de las 12 freguesias creadas por la reorganización administrativa del municipio de Lisboa del 7 de febrero de 1959, que separó dichos territorios de la antigua freguesia de Campo Grande. 
Como consecuencia de la reorganización administrativa de 2012, que entró en vigor después de las elecciones autárquicas de 2013, la freguesia reunió en su territorio las antiguas freguesias de Avalade, Campo Grande y São João de Brito, además de pequeños territorios que antes pertenecían a las freguesias de Marvila, São Domingos de Benfica y São João de Deus (esta última disuelta).

## Demografía
| Gráfica de evolución demográfica de Alvalade entre 2011 y 2021 |
|                                                                |
| Datos según el nomenclátor publicado por el INE portugués.     |